# La storia di una vecchia
La storia di una vecchia è una fiaba popolare Bondei, proveniente dall'attuale Tanzania che appartiene al genere dei racconti meravigliosi un po' ispirati dalla cultura europea e da quella islamica, ma comunque africanizzati completamente.

## Trama
È la storia di una vecchia che essendo povera e senza averi, decide di avventurarsi nella foresta per tagliare un po' di legna. Ha la fortuna di incontrare un albero magico, che le trasforma i suoi fiorì in esseri umani, maschi e femmine, tutti nuovi figli della vecchia a patto che lei li tratti bene. Per un lungo periodo tutto sembra filare liscio, la vecchia prospera, grazie a tutte queste braccia che lavorano per lei; ma ecco che un bel giorno la vecchia rimprovera duramente il bambino più piccolo del gruppo, e questo fatto induce tutta la compagnia magica a fare ritorno nella foresta dentro l'albero da dove erano venuti. E la vecchia muore in miseria, in povertà e in solitudine.